# أبوة تأملية
الأبوة التأملية هي نظرية أبوة تم تطويرها من عمل المحلل النفسي بيتر فوناجي وزملائه في تافيستوك كلينيك في لندن. وقدم فوناجي مفهوم «الأداء التأملي» الذي يُعرف بالقدرة على تخيل الحالات العقلية في الذات ولدى الآخرين. من خلال هذه القدرة على التفكير، فإننا نطور القدرة على فهم ردودنا السلوكية الخاصة واستجابات الآخرين كمحاولة هادفة لإيصال تلك الحالات الذهنية الداخلية. وكما يصفها فوناجي، «الوظيفة التأملية هي... القدرة البشرية الفريدة لفهم بعضهم البعض».
وقد درس العديد من الباحثين كيفية عمل الأداء التأملي في العلاقة بين الوالدين والطفل. Daniel Schechter وقد توصلوا إلى أن الأم التي تتمتع بأداء تأملي عالٍ لديها القدرة على رؤية طفلها كفرد منفصل مستقل له «عقليته الخاصة». ونتيجة لذلك، فإنها تعزو الأفكار والمشاعر والتعمد والرغبات إلى طفلها، ويمكن أن تحدد أفكارها ومشاعرها ونواياها ورغباتها الخاصة. وقد بين هذا البحث أنه عندما تكون لدى أحد الوالدين هذه القدرة، فإنها تعمل على 1) تعزيز العلاقة بين الوالدين والطفل، 2) تعليم الطفل كيفية فهم وتنظيم سلوكه، 3) تدعيم التطور المعرفي.
تُعتبر أريتا سليد وزملاؤها في مركز ييل لدراسات الأطفال، وجون غرينينبيرغر وفريقه في معهد رايت في لوس انجليس، وآليسا ليبرمان وباتريشا فان هورن في جامعة كاليفورنيا، سان فرانسيسكو من بين بعض أوائل الباحثين والأطباء في الولايات المتحدة الذين استخدموا هذا البحث لتطوير برامج وتدخلات أبوية تأملية. ولدى هذه البرامج تركيز مشترك؛ لتطوير وتعزيز قدرة الوالدين على التفكير التأملي. فهي تعلم الوالدين فهم دوافع وليس أفعال الطفل والاستجابة لها، اعتقادًا أن التأمل أكثر إنتاجية للحصول على علاقات أسرية صحية من التعامل مع أفعال محددة.